# بيرتراند تراوري
بيرتراند إيزيدور تراوري (بالفرنسية: Bertrand Traoré)‏ (مواليد 6 سبتمبر 1995) هو لاعب كرة قدم بوركينابي يلعب كمهاجم أو جناح أيمن لنادي أستون فيلا في الدوري الإنجليزي الممتاز ويقود المنتخب البوركينابي.

## إحصائيات
آخر تحديث 21 ديسمبر 2014.
| النادي               | الموسم  | الدوري | الدوري  | الكأس  | الكأس   | كأس الدوري | كأس الدوري | القارة | القارة  | المجموع | المجموع |
| النادي               | الموسم  | الظهور | الأهداف | الظهور | الأهداف | الظهور     | الأهداف    | الظهور | الأهداف | الظهور  | الأهداف |
| -------------------- | ------- | ------ | ------- | ------ | ------- | ---------- | ---------- | ------ | ------- | ------- | ------- |
| فيتيس أرنيهم (إعارة) | 2013–14 | 15     | 3       | 0      | 0       | –          | –          | –      | –       | 15      | 3       |
| فيتيس أرنيهم (إعارة) | 2014–15 | 15     | 4       | 3      | 3       | –          | –          | –      | –       | 18      | 7       |
| فيتيس أرنيهم (إعارة) | المجموع | 30     | 7       | 3      | 3       | 0          | 0          | 0      | 0       | 33      | 10      |

## روابط خارجية
- بيرتراند تراوري على موقع الاتحاد الدولي (مؤرشف)  (الإنجليزية)
- بيرتراند تراوري على موقع الاتحاد الأوربي (الإنجليزية)
- بيرتراند تراوري على موقع إي إس بي إن إف سي (الإنجليزية)
- بيرتراند تراوري على موقع قاعدة بيانات كرة القدم.إي يو (الإنجليزية)
- بيرتراند تراوري على موقع ليكيب (الفرنسية)
- بيرتراند تراوري على موقع ناشيونال فوتبول تيمز (الإنجليزية)
- بيرتراند تراوري على موقع Soccerbase.com (لاعب) (الإنجليزية)
- بيرتراند تراوري على موقع Soccerway.com (الإنجليزية)
- بيرتراند تراوري على موقع عالم كرة القدم.نت (الإنجليزية)
- بيرتراند تراوري على موقع AS.com (الإسبانية)